# Mikael Tellqvist
Mikael Tellqvist (né le 19 septembre 1979 à Sundbyberg en Suède) est un joueur professionnel retraité de hockey sur glace, évoluant au poste de gardien de but.

## Carrière de joueur
Mikael Tellqvist a commencé au sein de l'équipe junior de Djurgårdens IF. En 1998, il intègre l'équipe professionnelle dans l'Elitserien comme remplaçant de Tommy Söderström. La saison suivante, Tellqvist devient le titulaire devant Sôderström et remporte le championnat de Suède avec son équipe. Il reçoit également le trophée de meilleure recrue du championnat et est sélectionné dans l'équipe de Suède pour participer au championnat de monde de 2000.
Au cours du repêchage d'entrée dans la LNH 2000, il est choisi en troisième ronde (70e choix) par les Maple Leafs de Toronto. Il continue toutefois à jouer en Suède, remportant avec Djurgården un deuxième titre de champion et avec l'équipe de Suède une médaille de bronze lors du championnat de monde de 2001.
Il signe ensuite en Amérique du Nord, d'abord en Ligue américaine de hockey avec les Maple Leafs de Saint-Jean puis en Ligue nationale de hockey avec les Maple Leafs de Toronto. À Toronto, il est le remplaçant d'Ed Belfour. Lors du lock-out de la saison 2004-2005 de LNH, il retourne jouer à Saint John's puis revient à Toronto la saison suivante. Il est échangé en 2006 aux Coyotes de Phoenix contre Tyson Nash et un choix de 4e ronde en 2007. À Phoenix, il partage le rôle de titulaire avec Curtis Joseph. Le 4 mars 2009, il est échangé aux Sabres de Buffalo.
Le 1er mai 2009, il signe aux Ak Bars Kazan dans la Ligue continentale de hockey. Le 19 novembre 2009, il est échangé au Lukko Rauma en retour de Petri Vehanen.

## Carrière internationale
Avec l'équipe de Suède, il remporte la médaille d'argent au championnat du monde de 2003, et en février 2006, il devient champion olympique à Turin, n'ayant toutefois joué qu'un match lors de ce tournoi.